# نتائج منتخب اليابان لكرة القدم (1940–1949)
تسجل هذه الصفحة نتائج وتفاصيل المنتخب الياباني لكرة القدم بين عامي 1940 و1949.
نظرًا لأن الخصوم كانوا يعتبرون دولًا عميلة وغير معترف بهم دوليًا، فإن المباريات باستثناء مباراة الفلبين، لم يتم تسجيلها من قبل الفيفا.
بعد الحرب العالمية الثانية، مُنع المنتخب الياباني لكرة القدم من حضور أي مباريات كرة قدم دولية من عام 1945 إلى عام 1951.

## النتائج

### 1940
| التاريخ       | الخصم                                   | النتيجة | الأهداف | القاعة                                 | المنافسة    | مراجع |
| ------------- | --------------------------------------- | ------- | ------- | -------------------------------------- | ----------- | ----- |
| 7 يونيو 1940  | مانشوكو                                 | فوز     | 7–0     | ملعب ميجي جينجو جاين بطوكيو في اليابان | مباراة ودية |       |
| 9 يونيو 1940  | الحكومة الوطنية المعاد تنظيمها في الصين | فوز     | 6–0     | ملعب ميجي جينجو جاين بطوكيو في اليابان | مباراة ودية |       |
| 16 يونيو 1940 | الفلبين                                 | فوز     | 1–0     | ملعب جنوب كوشين بنيشينومايا في اليابان | مباراة ودية | [ 2 ] |

### 1942
| التاريخ       | الخصم                                   | النتيجة | الأهداف | القاعة                 | المنافسة    |
| ------------- | --------------------------------------- | ------- | ------- | ---------------------- | ----------- |
| 8 أغسطس 1942  | الحكومة الوطنية المعاد تنظيمها في الصين | فوز     | 6–1     | تشانغتشون في مانشوكو   | مباراة ودية |
| 9 أغسطس 1942  | مانشوكو                                 | فوز     | 3–1     | تشانغتشون في مانشوكو   | مباراة ودية |
| 10 أغسطس 1942 | منغوليا                                 | فوز     | 12–0    | تشانغتشون في مانشوكو   | مباراة ودية |
| 16 أغسطس 1942 | كوريا اليابانية                         | خسارة   | 0–5     | سول في كوريا اليابانية | مباراة ودية |

## وصلات خارجية
- الاتحاد الياباني لكرة القدم